# 文裕徹
文 裕徹（ムン・ユチョル、1999年2月9日 - ）は、ジャパンラグビーリーグワン花園近鉄ライナーズに所属するラグビー選手。

## プロフィール
- 大阪府出身[1]。
- ポジションはプロップ(PR)。
- 身長 180 cm、体重 110 kg
- ニックネームはミスタームン、ゆちょーる。

## 略歴
2017年、大阪朝鮮高校卒業後、同志社大学に入る。
2021年、同志社大学卒業後、近鉄ライナーズ(現・花園近鉄ライナーズ)に加入。
2022年1月10日に行われたJAPAN RUGBY LEAGUE ONE第1節三菱重工相模原ダイナボアーズ戦にて途中出場で公式戦初出場を果たした。